# 置戸タイムス
置戸タイムス（おけとタイムス）は、置戸タイムス社が北海道常呂郡置戸町で発行していた地方新聞。2024年12月31日付で休刊した。

## 概要
1951年に地域の青年有志によるグループ「木曜会」により創刊され当初は北見市の印刷所に原稿を持ち込み印刷を行い月1回無料で町内全世帯に配布、当初は約2500部を発行していた。「地形・気候共に不利な条件にある町の発展に資したい」との思いのもと政治・経済やイベント、町民の執筆したコラムなど多彩なジャンルの記事や意見の発信を行った。初期には木曜会メンバーが記事を執筆したが創刊翌年には印刷設備や専属記者を配置し会社を設立、本紙の号外版から派生する形で町政だより・公民館だよりが発行され、これらを発展させて1976年に町役場の広報誌として「広報おけと」が発刊されるなど、町の広報としての役割も担い最盛期には町民の約8割が購読していた。
末期には毎週木曜日発行とし、4面建てで約800部を発行し社長以下記者2名・事務員1名で経営しており、置戸町のふるさと納税の返礼品にも加えられ2022年時点では約850部のうち130部程を町外へ郵送し、廃刊時には全従業員が70歳以上となり発行部数はピーク時の半分程となる760部程に縮小した。
2016年には唯一の記者の高齢化により廃刊寸前となるも元置戸町副町長の田村昌文が編集委員として入社し2021年12月に新社長となり存続を図り、2022年には創刊70周年を記念し246ページの縮刷版が配布された。
2024年に購読者の減少の他後継者の都合がつかなかった事もあり10月3日に同年12月末で休刊することが発表された。12月31日付の最終3720号は10面建てに拡大し歴代社長・編集長へのインタビューや若年層の特集を掲載した。

## 本社
- 北海道常呂郡置戸町本町